# Thép gió
Thép gió là một loại thép dụng cụ có tính chịu nóng rất cao và độ cứng lớn, loại thép này bao gồm các mác thép hợp kim hóa cao, được dùng chủ yếu để làm các dụng cụ cắt gọt.  Ở đa số các quốc gia khác thép gió được gọi là "thép cắt nhanh" (thí dụ, tiếng Anh: high speed steel) vì thép này khi làm dụng cụ cắt gọt cho phép làm việc với tốc độ rất cao mà không giảm độ cứng của dụng cụ cắt gọt.

## Thành phần hoá học
Là loại thép hợp kim có các thành phần:
- Cacbon: 0,7-1,5%: đảm bảo đủ hoà tan vào mactenxit tạo thành cacbit với các nguyên tố tạo thành cacbit mạnh là Wolfram, Mô lip đen và đặc biệt là Vanadi.
- Wolfram, Mô lip đen khá cao: > 10%.
- Crom: Khoảng 4% (từ 3,8÷4,4%) có tác dụng làm tăng mạnh độ thấm tôi. Nhờ tổng lượng Cr+W+Mo cao (>15%) nên thép gió có khả năng tự tôi (đây là lý do khiến người ta đặt tên là thép gió), tôi thâu với tiết diện bất kỳ và có thể áp dụng tôi phân cấp.
- Vanadi: Nguyên tố tạo thành các bít rất mạnh. Mọi thép gió đều có ít nhất 1%V, khi cao hơn 2% tính chống mài mòn tăng lên, tuy nhiên không lên dùng quá 5% vì làm giảm tính mài.
- Coban: Không tạo thành các bít, nó chỉ hoàn tan vào sắt ở dạng dung dịch rắn, với hàm lượng không vượt quá 5% tính cứng nóng của thép gió tăng lên rõ rệt.

## Ứng dụng

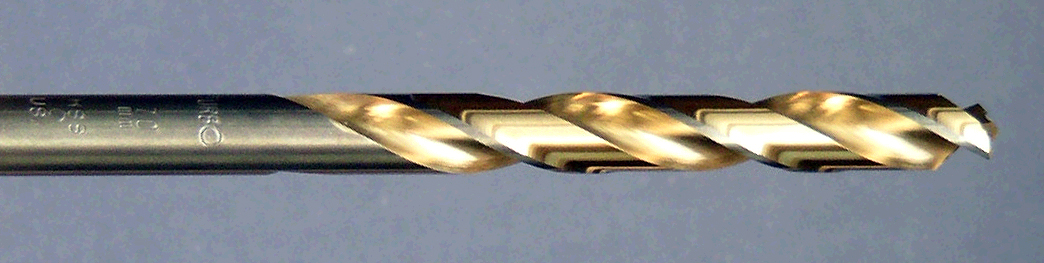
Một mũi khoan được làm từ thép gió

Thép gió có ứng dụng chủ yếu trong chế tạo các dụng cụ cắt gọt. Theo phân loại của thép dụng cụ, chúng được xếp vào loại thép làm dao có năng suất cao.

## Nhiệt luyệnthép gió
Nhiệt luyện thép gió thường là tôi+ram để quyết định độ cứng, tính chống mài mòn và đặc biệt là tính cứng nóng theo yêu cầu.

### Tôi thép gió
Tôi là nguyên công quyết định độ cứng của thép gió với đặc điểm là tôi ở nhiệt độ rất cao (gần 1300 °C) với khoảng dao động hẹp (10 °C).

### Ram thép gió
Ram thép gió nhằm làm mất ứng suất bên trong, khử bỏ austenit dư, tăng độ cứng (độ cứng tăng 2÷3 HRC, hiện tượng này gọi là độ cứng thứ hai).
Thép gió được ram 2-4 lần ở 550C-570 °C mỗi lần trong vòng 1 giờ.

## Một số mác thép gió thông dụng
- P9
- P18